# Thomas Eramia Gheevargese
Thomas Eramia Gheevargese (ur. 10 lutego 1938 w Mosulu) – duchowny Starożytnego Kościoła Wschodu, od 1972 metropolita Niniwy.

## Życiorys
W 1957 został wyświęcony na diakona. Święcenia kapłańskie przyjął 15 września 1968. Sakrę biskupią otrzymał 9 lutego 1969.